# Robert-Geisendörfer-Preis

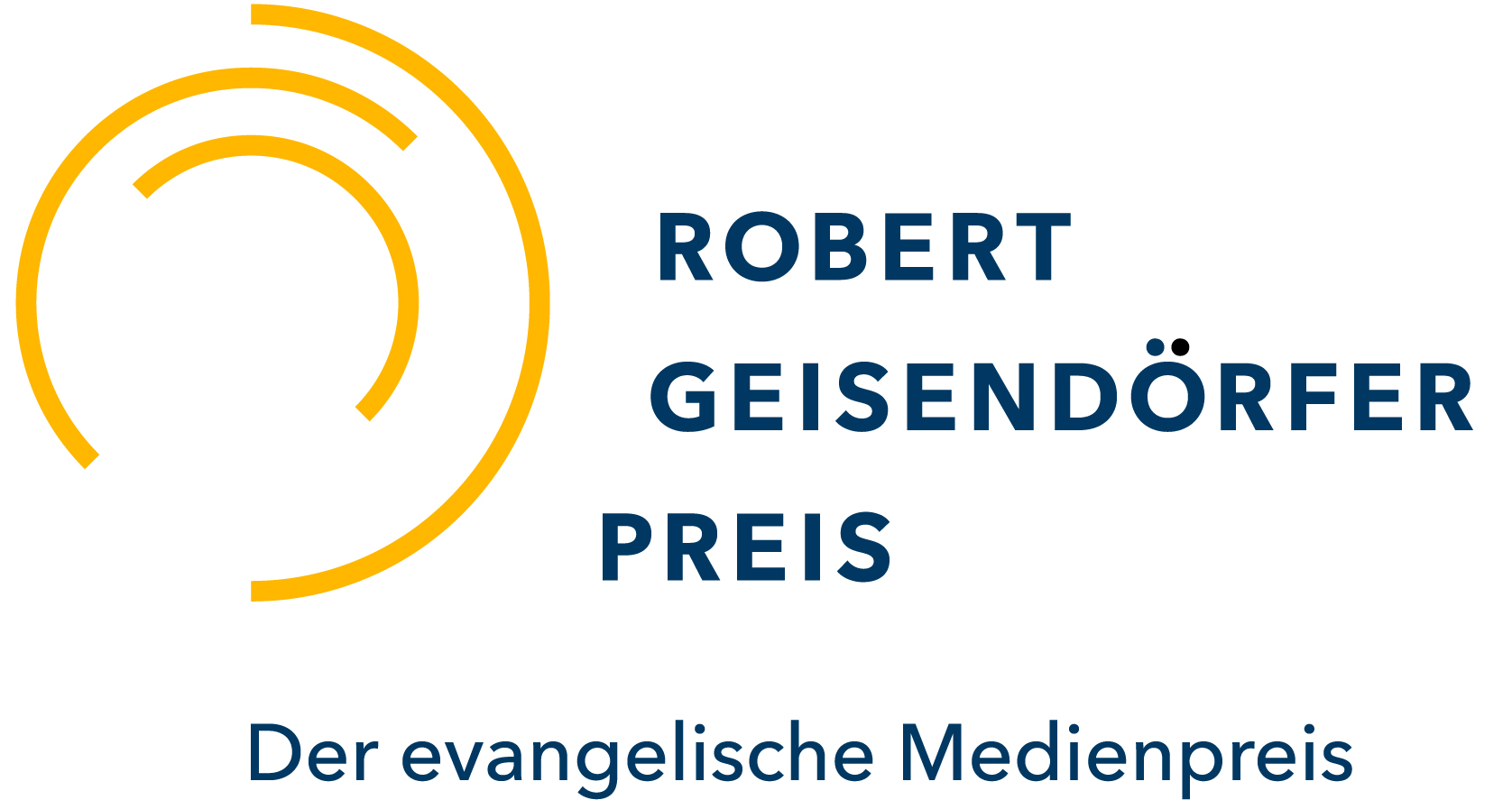
Logo Robert Geisendörfer Preis

Der Robert-Geisendörfer-Preis (Eigenschreibweise: Robert Geisendörfer Preis) ist der Medienpreis der Evangelischen Kirche in Deutschland. Er wird seit 1983 jährlich für Werke im Bereich Hörfunk und Fernsehen vergeben. Der Robert-Geisendörfer-Preis würdigt publizistische Leistungen, die den christlichen Glauben vertiefen, das menschliche Verantwortungsbewusstsein, den sozialen Zusammenhalt von Gruppen und die Vermeidung von Gewalt fördern.
Der Preis ist nach Robert Geisendörfer (1910 bis 1976) benannt, welcher als der Mentor kirchlicher Publizistik im Nachkriegsdeutschland gilt. Sein Name steht für ein profiliertes evangelisches Engagement im Bereich der Medien in der Bundesrepublik. Der bayerische Pfarrer und Kirchenrat vermochte frühzeitig der Evangelischen Kirche in ihrer Gesamtheit zu vermitteln, welche ausschlaggebende Rolle vor allem der Hörfunk und das Fernsehen in den neuen Möglichkeiten der Kommunikation spielen würden.
Ab 1998 werden jährlich zwei Hörfunk- und zwei Fernsehpreise verliehen. Außerdem kann die Jury einen Sonderpreis verleihen. Ab 2004 wird zusätzlich ein Kinderfernsehpreis verliehen. Den Preisträgern wird die „Robert Geisendörfer Medaille“ überreicht, welche mit 5.000 € dotiert ist.
Für den Wettbewerb zum Robert-Geisendörfer-Preis können Hörfunk- und Fernsehsendungen aller Art und in jeder Länge eingereicht werden, z. B. Dokumentationen, Reportagen und Features, Hörspiele, Live-Übertragungen, Fernsehfilme, Dokudramen und Serien und Reihen (mit jeweils bis zu drei Teilen), Spots, Kommentare, Diskussionssendungen und Meditationen.
Die öffentlich-rechtlichen und privaten Programmanbieter in Deutschland können jeweils zwei ausgestrahlte Fernsehproduktionen einreichen. Hörfunkanbieter können ebenfalls jeweils zwei ausgestrahlte Hörfunkproduktionen einreichen. Über die von den Fernseh- und Radioveranstaltern nominierten Sendungen hinaus kann die jeweilige Vor-Jury bis zu drei weitere Hörfunk- und Fernsehproduktionen für den Wettbewerb vorschlagen.

## Preisträger

### Kategorie Hörfunk

#### 2000
- Nach Hause in die Fremde, Dinka C. – ein Flüchtlingsschicksal, Karla Krause (Buch), DR-Hörspiel-Feature
- Gespräche mit Lebenden und Toten nach „Tschernobyl – Eine Chronik der Zukunft“, Swetlana Alexijewitsch (literarische Vorlage), Frank Werner (Hörspielfassung), Ulrich Gerhardt (Regie), SR-Hörspiel

#### 2001
- Besuch von Bach, Andreas Berger (Buch und Regie), MDR-1 Radio Sachsen – Kultur und Gesellschaft
- Lisabetha, Susanne Krahe (Buch), Gottfried von Einem (Regie), Radio Bremen-Hörspiel

#### 2002
- Nicht schuldig. Kriegsverbrecher aus dem ehemaligen Jugoslawien vor dem Internationalen Gerichtshof in Den Haag, Slavenka Drakulic (Buch), Nikolai von Koslowski (Regie), SFB/ORB-Feature
- Ein Thema – eine Stunde, Legal? Illegal! Scheißegal? – Wo sind die Grenzen der Staatsgewalt?, Thies Marsen (Buch), BR-Zündfunk

#### 2003
- Alles für zwei Mark. Das Häftlingsbordell von Buchenwald, Rosemarie Mieder (Buch), Gislinde Schwarz (Buch), Sabine Ranzinger (Regie), MDR (Feature / Künstlerisches Wort)
- Zehn Jahre Sibir, Deutsche Zwangsarbeiterinnen in Schadrinsk (1945–1948), Charlotte Drews-Bernstein (Buch und Regie), Barbara Entrup (Regie), SFB/ORB (SFB-Abteilung Feature)

#### 2004
- Liebe, die um Abschied weiß. Vom Leben mit Alzheimer, Karla Krause (Buch), Robert Matejka (Regie), DeutschlandRadio Berlin/BR (Hörspiel und Feature)
- Das einsame Gewissen oder: Der Weg des Kurt Gerstein, Wolf Scheller (Buch), Hein Bruehl (Regie), WDR3 (Feature und Literatur)

#### 2005
- Vergitterte Welt. Katrin L.: Die Geschichte einer Magersucht, Helga Dierichs (Buch), Nikolai von Koslowski (Regie), NDR Info (Das Feature)
- „Und ich sah aus dem Meer ein Tier heraufsteigen“. Apokalyptische Visionen in den Weltbildern der Gegenwart, Hans-Eckehard Bahr (Buch), Antonio Pellegrino (Regie), BR (Nachtstudio)

#### 2006
- Unter Einfluss. Selbstmordübungen in Jonestown, Carrie Asman (Buch), Renate Jurzik (Regie), Rundfunk Berlin-Brandenburg (Feature)
- Hits from Heaven, Angela Behrens (Buch), Tobias Michatsch (Programmchef), Hit-Radio Antenne (Evangelischer Kirchenfunk Niedersachsen)

#### 2007
- Der konkrete Schrecken des Krieges. Die Bundeswehr und der Tod, Udo Zindel (Autor), Nikolai von Koslowski (Regie), MDR (Feature/Künstlerisches Wort)
- Der Kick, Andres Veiel, Gesine Schmidt (Autoren), Martin Zylka (Regie), RBB (Hörspiel)

#### 2008
- Der Weltgerechtigkeitsbasar. Der „Fall Bhutan“ und der Menschenrechtsrat der Vereinten Nationen, Jörn Klare (Autor), Heide Schwochow (Regie), DLF (Feature)
- Tödliches Erbe, Karla Krause-von Fumetti (Autorin), Friederike Wigger (Regie), RBB (Feature, Kulturradio)

#### 2009
- Mein lieber Heinrich. Eine niederdeutsche Familienmontage, Elke Suhr (Autorin), NDR Info (Das Feature)
- Meine liebe Änne! Feature nach Briefen und Dokumenten aus den Jahren 1933 bis 1983, Ricarda Bethke (Autorin), Thomas Zenke (Regie), DLF (Hintergrund Kultur)

#### 2010
- Der Assistent, Paul Plamper (Autor und Regie), Nils Kacirek (Autor), WDR (Hörspiel/akust. Kunst)
- Herbst '89, Gethsemane-Kirche Berlin. Protokolle einer friedlichen Revolution, Claudia Klein und Sabine Smit (Autorinnen und Regie), RBB (Künstlerisches Wort/Feature)

#### 2011
- Angelika. Annäherung an ein Kinderleben, Charly Kowalczyk (Autor), Deutschlandradio Kultur (Feature/Hörspiel)
- Verbrannt in Polizeizelle Nr. 5. Der Tod des Asylbewerbers Oury Jalloh in Dessau, Margot Overath (Autorin), MDR (Feature/Künstlerisches Wort)

#### 2012
- Von einem, der auszog, den Tod nicht zu fürchten, Karla Krause (Autorin), Deutschlandradio Kultur (Feature/Hörspiel)
- Herr Meyer fährt jetzt fern, Jörn Klare (Autor) und Friederike Wigger (Regisseurin), NDR (Info/Featureabteilung)

#### 2013
- Oops, wrong planet!, Gesine Schmidt (Buch), Walter Adler (Regie), DLF (Hörspiel)
- Sechs Tage – sechs Länder. Leben in Zeiten der Eurokrise, Peter Heilbrunner, Edgar Heinz (Redakteure), SWR (SWR3/Chefredaktion Hörfunk)

#### 2014
- Fremde Mutter, fremdes Kind. Zwangsadoptionen in der DDR, Gabriele Stötzer (Buch), Wolfgang Bauernfeind (Regie), MDR (Feature/Künstlerisches Wort)
- Das Hacker-Syndrom, Johannes Nichelmann (Buch), Nikolai von Koslowski (Regie), WDR (Radiokunst/Feature)

#### 2015
- Nicht genug, Chris Ohnemus (Buch), Martin Zylka (Regie), SR (Hörspiel)
- Grandhotel für Alle!, Marianne Weil (Buch und Regie), Deutschlandradio Kultur (Hörspiel/Produktion Wort)

#### 2016
- Auschwitz-Stolpersteine. Stolpern gegen das Vergessen, Christian Hinkelmann, Sharon Welzel (Autoren), NDR/N-Joy
- Illegale Helfer, Maxi Obexer (Buch), Martin Zylka (Regie), WDR (Radiokunst-Hörspiel)

#### 2017
- Die meisten Afrikaner können nicht schwimmen, Holger Böhme (Autor), Stefan Kanis (Regie), Eva Löbau (Darstellerin), Devid Striesow (Darsteller), MDR
- Schöner neuer Wahn. Eine Verschwörungstheorie Marke Eigenbau, Christian Schiffer, Christian Alt (Autoren), Nikolai von Koslowski (Regie)

#### 2018
- Die Umsiedler, Anna Pein (Autorin), Oliver Sturm (Regie), NDR, Koproduktion WDR
- Lauter liebe Worte, Karlheinz Koinegg (Autor), Martin Zylka (Regie), WDR

#### 2019
- Endstation Sahel, Martin Durm (Autor), Maidon Bader (Regie), SWR
- Die gefallenen Mädchen, Christiane Hawranek (Autorin), Nadine Ahr (Autorin), BR

#### 2021
- Ich werde nicht hassen, Izzeldin Abuelaish (Autor), Claudia Johanna Leist (Regie), WDR
- Sack Reis – was geht Dich die Welt an?, Steffi Fetz (Autorin/Redaktion), Malcolm Ohanwe (Moderator), Ramin Sina (Moderator), SWR

#### 2022
- Anton und Pepe, Axel Ranisch (Autor/Regisseur), Paul Zacher (Autor), NDR
- Briefe aus der Hölle, Andreas Weiser (Regisseur), HR

#### 2023
- Campo, Laura Uribe (Autorin), Friederike Wigger (Regisseurin), Deutschlandfunk Kultur
- Ihre Angst spielt hier keine Rolle, Beatrix Ackers (Regisseurin), Marie von Kuck (Autorin), Deutschlandfunk

#### 2024
- Arschlochmama, Karen Muster (Autorin), Deutschlandfunk
- (Erzähl mir von den) Stätten des Schreckens, Florian Bänsch (Autor und Regisseur), Radio Bremen

### Kategorie Fernsehen

#### 2000
- Wunderbares Wrodow, Rosa von Praunheim (Buch und Regie), NDR-Kultur-Dokumentation
- Florian – Liebe aus ganzem Herzen, Rodica Doehnert (Buch) Dominique Othenin-Girard (Regie), RTL-Fiction / TV-Movie

#### 2001
- Enthüllung einer Ehe, Nicole Walter-Lingen (Buch), Michael Verhoeven (Regie), Nina Hoger (Darstellung), Dominique Horwitz (Darstellung), SWR-FS-Film
- Mein Gott, Europa! Wie lebt der Einzelne die europäische Wirklichkeit?, Colin Luke (künstlerische Leitung), arte-Dokumentationen – Magazine

#### 2002
- Hat er Arbeit?, Beate Langmaack (Buch), Kai Wessel (Regie), ZDF/ARTE-Fernsehspiel
- Lehrer – ungeliebt und ausgelaugt. Arbeitsbedingungen eines schwierigen Berufes, Anja Kretschmer (Buch und Regie), SFB-Kirche

#### 2003
- Das große Schauspiel, Inszenierung von Politik im permanenten Wahlkampf, Stephan Lamby (Buch und Regie), Klaus Radke (Buch und Regie), PHOENIX
- Der Menschenfänger. Die Macht der Fotos von Jupp Darchinger, Dieter Oeckl (Buch und Regie), RTL (AZ Media TV)

#### 2004
- Tod in Gibraltar, Joakim Demmer (Buch und Regie), ZDF/3sat (Filmredaktion 3sat)
- Abschnitt 40, Folge: Straßen der Nacht, Christoph Darnstädt (Buch), Florian Kern (Regie), RTL (Serie)

#### 2005
- 7 Brüder, Sebastian Winkels (Buch und Regie), ZDF (Das kleine Fernsehspiel)
- die story: Rache an einem Fluglotsen. Die zweite Tragödie am Bodensee, Caterina Woj (Buch und Regie), WDR (die story)

#### 2006
- Der Fall Mischa E. Lebensweg eines Mörders, Stella Tinbergen (Buch und Regie), ARTE/ZDF (Dokumentarfilm)
- Bella Block. Die Frau des Teppichlegers, Beate Langmaack (Buch), ZDF (Fernsehspiel)

#### 2007
- Feuertod, Antonia Rados, (Autorin und Chefkorrespondentin), RTL (Chefredaktion)
- Zeit ohne Eltern, Celia Rothmund (Autorin und Regie), ZDF/3sat

#### 2008
- Das letzte Stück Himmel, Michael Watzke (Autor), Jo Baier (Co-Autor und Regie), BR (Fernsehfilm)
- „Meine Eltern“, Benedikt Fischer (Autor und Regie), HR (Politik und Gesellschaft/Horizonte)

#### 2009
- Die Weggeworfenen. Geschichte einer Abschiebung, Anita Blasberg, Marian Blasberg, Lutz Ackermann (Autoren und Regie), ZDF (Innenpolitik)
- Polizeiruf 110 – Rosis Baby, Andreas Kleinert (Regie), Alex Buresch, Matthias Pacht (Autoren), BR (Fernsehfilm)

#### 2010
- Die Drachen besiegen, Franziska Buch (Regie), Rodica Doehnert (Buch), BR (Fernsehfilm)
- Tiananmen. 20 Jahre nach dem Massaker – die Opfer erzählen, Thomas Weidenbach und Shi Ming (Autoren und Regie), WDR (Dokumentation/Gesellschaft)

#### 2011
- Hunger, Marcus Vetter (Buch und Regie), Karin Steinberger (Buch und Regie), SWR (Kultur)
- Aghet – Ein Völkermord, Eric Friedler (Buch und Regie), NDR (Kultur und Dokumentation)

#### 2012
- Und wir sind nicht die Einzigen, Christoph Röhl (Buch und Regie), 3sat (Filmredaktion)
- Kehrtwende, Johannes Rotter (Buch), Dror Zahavi (Regie), Dietmar Bär (Schauspieler), WDR (Fernsehfilm/Kino/Serie)

#### 2013
- Der Fall Jakob von Metzler, Jochen Bitzer (Buch), Stephan Wagner (Regie), Robert Atzorn (Schauspieler), ZDF (HR Fernsehfilm I)
- Blaubeerblau, Beate Langmaack (Buch), Rainer Kaufmann (Regie), BR (Reihen und Mehrteiler)

#### 2014
- Nichts mehr wie vorher, Henriette Piper (Buch), Oliver Dommenget (Regie), SAT.1 (Deutsche Fiction & Koproduktion)
- In Deutschland um die Welt. Israel in Berlin, Pierre M. Krause (Moderator), stv. für das Team, EinsPlus/SWR (EinsPlus/Digitale Projekte)

#### 2015
- Sterben für Allah? Deutsche Gotteskrieger auf dem Weg nach Syrien, Peter Gerhardt, Ilyas Mec, Ahmet Senyurt, (Buch und Regie), HR (FS-Politik und Gesellschaft)
- Unsere Mütter, unsere Großmütter im 2. Weltkrieg, Julia Driesen-Rosenberg, Amrei Topcu, (Buch und Regie), VOX (Programmentwicklung/Unterhaltung)

#### 2016
- #EinMomentDerBleibt. Wenn Flüchtlinge erzählen, Daniela Raskito, Sven Hille, (Buch und Regie), NDR (Sendeleitung und Trailerredaktion)
- Die Folgen der Tat, Julia Albrecht, Dagmar Gallenmüller (Buch und Regie), WDR (FS-Politik und Gesellschaft)

#### 2017
- La buena vida – Das gute Leben, Jens Schanze (Buch und Regie), Börres Weiffenbach (Kamera), 3sat/ZDF (Filmredaktion 3sat)
- Endstation Bataclan. Vom Busfahrer zum Attentäter, Alexander Smoltczyk (Autor), Grit Lederer (Regie), Maurice Weiss (Kamera), Radio Bremen/ARTE (Produzentin: Irene Höfer)

#### 2018
- Das Leben danach, Eva und Volker A. Zahn (Autoren), Nicole Weegmann (Regie), WDR, Koproduktion Polyphon
- Das Gift der Mafia, Christian Gramstadt (Autor, Regisseur), Radio Bremen/ARTE

#### 2019
- See You, Sobo Swobodnik (Autor und Regie), Katya Mader (verantwortliche Redakteurin), ZDF/3sat
- Panorama – die Reporter: Zurück im Osten, Birgit Wärnke (Autorin), NDR

#### 2021
- Colonia Dignidad – Aus dem Innern einer deutschen Sekte, Annette Baumeister (Autorin und Regie), Wilfried Huismann (Autor und Regie), ARTE in Co-Produktion mit WDR und SWR
- Die Ungewollten Britta Hammelstein (Schauspielerin), Ulrich Noethen (Schauspieler), Susanne Beck (Autorin), Thomas Eifler (Autor) Ben von Grafenstein (Regie), NDR

#### 2022
- Der Fall el-Masri, Stefan Eberlein (Autor/Regisseur), ARTE/ZDF
- Schwarze Adler Torsten Körner (Autor/Regisseur), Broadview Pictures, Ausstrahlung: Amazon Prime, ZDF

#### 2023
- Kalt, Franziska Hartmann (Schauspielerin), Prof. Dr. Hans-Ullrich Krause (Autor), Stephan Lacant (Regisseur), WDR
- Zum Schwarzwälder Hirsch André Dietz (Schauspieler, Mentor), die Küchencrew, Sascha Gröhl (Regisseur, Produzent), Tim Mälzer (Fernsehkoch), VOX Television GmbH

#### 2024
- Ich bin! Margot Friedländer, Hannah Ley (Autorin), Raymond Ley (Autor und Regisseur), ZDF
- Wir haben einen Deal, Felix Klare (Schauspieler), Felicitas Korn (Regisseurin), Marie-Helene Schwedler (Autorin), ZDF

### Kategorie Online
Der Onlinepreis wird seit 2022 verliehen.

#### 2022
- Podcastformat „Noise“ Khesrau Behroz (Autor/Regisseur/Produzent), Patrick Stegemann
- Social-Media-Format „Arte FAQ“, Friederike Schiller (Produzentin), Manuel Tanner (Redakteur rbb), Patrick Wagner (Autor), rbb/Arte

#### 2023
- Podcastformat „Die Flut“ Till Krause (Head-Autor), Laura Krzikalla (Head-Autorin), Marius Reichert (Host)
- ZDFkultur-Format „13 Fragen“, Niels Folta (Autor), Salwa Houmsi (Moderatorin), Katharina Lauck (Autorin), Jo Schück (Moderator), ZDF

#### 2024
- Podcastformat „V13 – Die Terroranschläge in Paris“, Leonhard Koppelmann (Regisseur), SWR
- TikTok-Format „Fakecheck“, Annika Fabich (Journalistin und Moderatorin) und Eva Heiligensetzer (Journalistin und Moderatorin), MDR/funk

### Kinderprogramme/Kindermedien
Der Kindermedienpreis wird seit 2004 verliehen.

#### 2004
- Willi wills wissen, Was heißt hier eigentlich behindert? Was ist ohne Obdach los? Andreas M. Reinhard (Regie, stellvertretend für das Team), BR (Kinderprogramm)

#### 2005
- Meine schönsten Jahre, Folge: Erste Liebe, Johann A. Bunners und Michael Petrowitz (Buch), RTL (Strategische Programmentwicklung)

#### 2006
- Beutolomäus sucht den Weihnachtsmann, Wolfgang Lünenschloß, Carsten Schulte (Buch), Albert Schäfer (Produktion), KI.KA (Unterhaltung)

#### 2007
- Unsere Zehn Gebote – 5. Gebot: Du sollst nicht töten, Christa Streiber (verantwortl. Redakteurin), Ingelore König (Produktion). MDR (Redaktion: Kinder und Soziales)

#### 2008
- pur+: Meine Eltern trennen sich, Tina Kovár (Redakteurin), ZDF (Kinder und Jugend)

#### 2009
- König Drosselbart, Anja Kömmerling, Thomas Brinx (Autoren), Sibylle Tafel (Regie), HR (Familie, Bildung, Service)

#### 2010
- Der Kleine und das Biest, Marcus Sauermann (Buch), Uwe Heidschötter und Johannes Weiland (Regie), ZDF (Kinder und Jugend/Fiktion)
- Krimi.de. rEchte Freunde, Christoph Eichhorn (Regie), KI.KA(Fiktion)

#### 2011
- Die kluge Bauerntochter, Wolfgang Eißler (Regie), Gabriele Kreis (Buch), MDR (Kinder & Soziales)
- Die Sendung mit der Maus. Spezial: Südafrika, Katja Engelhardt (Buch und Regie), Ralph Caspers (Moderation), WDR (Kinder und Familie)

#### 2012
- Stark! Aleyna – Little Miss Neukölln. Stefan Höh (Regie), Stephan Altrichter (Regie),  ZDF (Kinder und Jugend/Information)
- Krimi.de – Eigentor. Anja Kömmerling (Autorin), Thomas Brinx (Autor), HR Bildung/Familie/Service/Kinderprogramm

#### 2013
- Federica – Keine Angst vor Toten, Michael Maack (Buch und Regie), MDR (Kinder/Soziales)
- Die Schöne und das Biest, Marcus Hertneck (Buch), Marc-Andreas Bochert (Regie), ZDF (Kinder und Jugend)

#### 2014
- pur+ Hilfe, ich bin ein Vorurteil!, Tim Engelmann (verantwortl. Redakteur), stv. für das Team, ZDF (Kinder und Jugend/pur+)
- Theo lässt sich nicht aufhalten, Matthias Eder (Buch und Regie)

#### 2015
- Mohammed auf der Flucht (aus der Reihe: Schau in meine Welt!) Guido Holz (Autor), Eva-Maria Grewenig (Schnitt), MDR (Kinder/Soziales)
- Die Sendung mit dem Elefanten: Freundschaftsspecial, Heike Sistig (verantwortl. Redakteurin), stv. für das Team, WDR (Kinder und Familie)

#### 2016
- Club der roten Bänder, Arne Nolting, Jan Martin Scharf (Autoren), Richard Huber (stv. für das Regieteam), Produktion: Bantry Bay Productions, Köln, Vox (Geschäftsführung)
- Stark! Rosa – Tun kann jeder was, Phillis Fermer (Buch und Regie), ZDF (Kinder und Jugend/Information)

#### 2017
- CHECKER TOBI. Der Leben- und Sterben-Check, Birgitta Kaßeckert (verantw. Redakteurin), Johannes Honsell (Regie), BR (Kinderprogramm)
- SCHAU IN MEINE WELT! JONS WELT, Marco Giacopuzzi (Buch und Regie), HR (Kinder, Familie und Service)

#### 2018
- Planet Willi – Die Sendung mit dem Elefanten, Birte Müller-Wittkuhn und Matthias Wittkuhn (Autoren), Olivia und Willi WIttkuhn (Mitwirkende), WDR für KIKA
- Stadt, Land, Bus – Der Goldene Tabaluga, Felix Kost (Autor und Regisseur), Leonie Litschko (Autorin und Regisseurin), ZDF

#### 2019
- „Trudes Tier“ in der Sendung mit der Maus, Marcus Sauermann (Autor), Henrike Vieregge (verantwortliche Redakteurin), WDR[1]
- Das Märchen von der Regentrude, Leonie Bongartz (Autorin), Klaus Knoesel (Regie), NDR

#### 2021
- Das Mädchen mit den langen Haaren -Schau in meine Welt, Agnes Lisa Wegner (Autorin/Regie), SWR
- Wir kriegen ein Baby – Die Sendung mit dem Elefanten, Renate Bleichenbach (Regie), Britta de Matteis (Autorin/Protagonistin), Markus Tomsche (Kamera), WDR

#### 2022
- Wenn nicht ihr, dann wir!, Irja von Bernstorff (Autorin/Regisseurin), SWR
- Webserie „Echt“, Christine Hartmann (Produzentin), Riccarda Schemann (Headautorin), ZDF

#### 2023
- Dokuserie „#Ukraine – mein Land im Krieg“, Susanne Brahms (Produzentin), Mitya Churikov (Regisseur), Michaela Herold (verantwortliche Redakteurin), Radio Bremen, Co-Produktionen mit rbb/SWR/MDR/HR und KiKa
- Hörgeschichte „Der schönste Tag im Leben“, Andreas Kaufmann (Autor), Bernhard Schütz (Sprecher), rbb/NDR/Ohrenbär[2]

#### 2024
- Kinder-Sonderpodcast „Was ist Antisemitismus?“, Ilka Lorenzen (Autorin und Regisseurin) und Patricia Pantel (Autorin und Moderatorin), Deutschlandfunk Kultur
- Filmbeiträge „Neue Geschichten vom Pumuckl“, Korbinian Dufter (Headautor), Matthias Pacht (Headautor), Marcus H. Rosenmüller (Regisseur), RTL Television

### Sonderpreisträger der Jury
- 2000: ARD-Hörfunkstudio Südosteuropa in Wien für die Berichterstattung während der Balkan-Krise (Federführung: Bayerischer Rundfunk)
- 2001: Dieter Stolte, damaliger Intendant des ZDF, für sein herausragendes publizistisches Lebenswerk
- 2002: Hannelore Hoger für ihre herausragenden Charakterdarstellungen
- 2003: SWR 3-Topthema-Team, für eine Hörfunk-Kurzreportage
- 2004: Jo Baier, Autor und Regisseur
- 2005: Edgar Reitz, Autor und Regisseur
- 2006: Mischka Popp und Thomas Bergmann, Autoren und Regisseure
- 2007: Heike Hempel, Redaktionsleiterin Fernsehspiel II und Das Kleine Fernsehspiel (ZDF)
- 2008: WDR für sein Engagement zum Thema Contergan, entgegengenommen von Monika Piel, Intendantin des WDR und Adolf Winkelmann, Regisseur von Contergan
- 2009: Hans Janke, den ehemaligen Fernsehspielchef des ZDF für seine herausragenden Verdienste um das deutsche Fernsehen
- 2010: Volker Heise, künstlerischer Leiter von „24h Berlin – Ein Tag im Leben“, RBB/ARTE
- 2011: Joachim Kosack, Co-Geschäftsführer von SAT.1
- 2012: Ashwin Raman, Krisenreporter und Dokumentarfilmer
- 2013: Angela Fitsch für das Redaktionsteam von „hr2-Der Tag“
- 2014: Gunnar Dedio, (Produzent), Jan Peter (Regisseur und Co-Autor), Yury Winterberg (Co-Autor) für „14 – Tagebücher des Ersten Weltkriegs“, NDR, SWR, ARTE France, WDR, ORF
- 2015: Jürgen Domian (Moderator von „Domian“, WDR/1LIVE und WDR Fernsehen)
- 2016: Dunja Hayali (Journalistin und Moderatorin des ZDF-Morgenmagazins)
- 2017: Gabriela Sperl (Produzentin für die Trilogie „Mitten in Deutschland: NSU“)
- 2018: Bettina Rühl, für ihre Berichterstattung aus und über Afrika
- 2019: Florian Hager und Sophie Burkhardt (Programmgeschäftsführung funk) für die Konzeption und den Aufbau von funk (Medienangebot), das gemeinsame Content-Netzwerk von ARD und ZDF
- 2021: Joko und Klaas in Würdigung der Sendungen, mit denen sie „Sprachlosen eine Stimme geben und Fürsprache üben“
- 2022: Katrin Eigendorf für ihr jahrzehntelanges journalistisches Engagement in Krisen- und Kriegsgebieten
- 2023: Isabell Šuba und Catalina Flórez für das Mentoring-Programm „Into the Wild“
- 2024: Peter Kloeppel für sein jahrzehntelanges journalistisches Engagement und seine Verdienste als Gründungsdirektor der RTL-Journalistenschule
- 2025: Maren Kroymann die laut Begründung „mit Mut, Scharfsinn und Humor Maßstäbe in der deutschen Medienlandschaft gesetzt hat“[3]

## Träger und Stifter
- Evangelische Kirche in Deutschland
- Evangelisch-Lutherische Kirche in Bayern
- Gemeinschaftswerk der Evangelischen Publizistik gGmbH
- Konföderation Evangelischer Kirchen in Niedersachsen
- Evangelisch-Lutherische Kirche in Norddeutschland
- Wolfgang und Gerda Mann Stiftung – Medien für Kinder
- Evangelische Akademie Tutzing